# هومبان هلتش یکم
هومبان هلتش یکم (به انگلیسی: Humban-haltash) یا اوممان آلداش (به انگلیسی: Ummanaldash) یکی از شاهان ایرانی در دورهٔ ایلام بود. از بستگی خانوادگی او با شاهان پیشین ایلام آگاهی در دست نیست. گفته شده است که شاید بنیانگذار خاندان جدیدی بوده باشد. بر پایه سالنامه ای بابلی وی در میانه ی اکتبر ۶۸۱پ.م جان سپرد.

## کتابشناسی
- قشقائی، حمیدرضا، گاهنمای ایلامیان، تهران، اوگان، ۱۳۹۰.
- کامرون، جرج، ایران در سپیده دم تاریخ، ترجمه ی حسن انوشه، تهران، علمی و فرهنگی، ۱۳۷۲.
- مجیدزاده، یوسف، تاریخ و تمدن ایلام، تهران، مرکز نشر دانشگاهی، ۱۳۷۰.
- هینتس، والتر، دنیای گمشده ی ایلام، ترجمه ی فیروز فیروزنیا، تهران، علمی و فرهنگی، ۱۳۷۱.
- Tavernier , Jan., Some Thoughts on Neo-Elamite Chronology, ARTA , 2004.